# LiveLeak
LiveLeak è stato un noto sito internet britannico che ospitava video caricati dagli utenti. Il sito fu fondato il 31 ottobre 2006 in parte dal team dietro il sito shock Ogrish.com, chiuso lo stesso giorno della chiusura di LiveLeak. Il sito mirava a ospitare liberamente filmati reali di politica, guerra e molti altri eventi mondiali e a incoraggiare e promuovere una cultura del giornalismo partecipativo.
Il sito fu chiuso il 7 maggio 2021 e attualmente la pagina viene reindirizzata ad ItemFix, un altro sito di condivisione video creato in parte da alcuni creatori di LiveLeak con un messaggio ai visitatori scritto da Hayden Hewitt il co-fondatore di LiveLeak.

## Storia
Il sito inizialmente non permetteva di scaricare i video presenti. Successivamente è stata abilitata l'opzione "Download video", riservata solamente ad alcuni filmati, cosiddetti featured, ossia quelli particolarmente meritevoli da essere inseriti nella homepage. LiveLeak contava in media da 150.000 a 200.000 visitatori al giorno, ma, durante le giornate di "brutte notizie", il numero dei visitatori arrivava a 750.000 al giorno.
All'interno del sito era presente Your Say, una sezione in cui gli utenti potevano caricare i propri video in una sorta di blog vocale. Al contrario di quello di YouTube, il blog vocale di LiveLeak riguardava punti di vista principalmente politici, che gli utenti esponevano in maniera diretta.
All'inizio del 2007 LiveLeak non compariva nella lista dei risultati trovati da Google. Dopo una fase iniziale di sospetta censura da parte di Google, si è scoperto che la mancata indicizzazione era dovuta a una errata configurazione del file robots.txt presente nei server di LiveLeak stesso.
LiveLeak è diventato famoso per la prima volta nel 2007 in seguito alle riprese non autorizzate e alla divulgazione dell'esecuzione di Saddam Hussein.
Il 30 luglio 2007, il programma della BBC Panorama ha trasmesso uno spettacolo su come la violenza di strada tra bambini di 11 anni veniva pubblicata su siti Web tra cui LiveLeak. Il co-fondatore Hayden Hewitt ha rifiutato di eliminarli tutti, affermando: "Guarda, tutto questo sta accadendo, questa è la vita reale, e questo sta succedendo, e dovremo mostrarlo."
LiveLeak è stato di nuovo sotto i riflettori nel marzo 2008, quando ha ospitato il film anti-Corano Fitna realizzato dal politico olandese Geert Wilders. Il video è stato presto rimosso di nuovo a causa di un reclamo per violazione del copyright.
Il 24 marzo 2014, LiveLeak e Ruptly hanno annunciato una partnership sui contenuti.
Il 19 agosto 2014 un video raffigurante la decapitazione del giornalista statunitense James Foley è stato pubblicato da terroristi dello Stato Islamico su YouTube e altri siti. Quando è stato riportato da US News & World Report, YouTube e Facebook hanno eliminato tutti i filmati correlati e implementato i divieti, la domanda è aumentata per i filmati di LiveLeak poiché attualmente lo consentivano. In risposta al video di James Foley, Hewitt ha pubblicato che la politica di LiveLeak è stata aggiornata per vietare tutti i filmati di decapitazione prodotti dall'ISIS.
Il 30 marzo 2019, la società di telecomunicazioni australiana Telstra ha negato a milioni di australiani l'accesso ai siti Web 4chan, 8chan, Voat, Zero Hedge e LiveLeak in risposta alla diffusione del video della sparatoria alla moschea di Christchurch in Nuova Zelanda.
All'inizio di giugno 2020, LiveLeak disabilitava temporaneamente la possibilità di registrarsi al sito Web e suggeriva anche solo video da altre fonti, come YouTube o Dailymotion. Dopo il 14 giugno 2020, è diventato possibile registrarsi al sito Web e visualizzare nuovamente i video ospitati da LiveLeak. Coloro che non volevano accedere all'account potevano vedere solo i video suggeriti ospitati da YouTube, Dailymotion e vk.com.
Il 7 maggio 2021, il sito Web di LiveLeak è stato chiuso e i visitatori del sito sono stati reindirizzati a ItemFix.com con un messaggio da parte del co-fondatore di LiveLeak Hayden Hewitt.
LiveLeak permetteva agli utenti di caricare i propri video nello stesso modo di YouTube, ma, a differenza di quest'ultimo, LiveLeak privilegiava la documentazione giornalistica di scene di guerra dalle varie parti del mondo, incidenti, esecuzioni capitali e crimini.